# Gerard Victory
Thomas Joseph Gerard Victory (født 24. december 1921 i Dublin, Irland - død 14. marts 1995) var en irsk komponist, producent og leder.
Victory var som komponist primært selvlært, men tog dog senere timer i komposition hos bl.a. Alan Rawsthorne. Han studerede også komposition på sommerkurser i Darmstadt i Tyskland. Han skrev fire symfonier, orkesterværker, kammermusik, to koncerter, korværker, sange, musik for brassband, solostykker for klaver og orgel, samt musik til scenen. Victory var også producent for RTE (Irisk Radio og Tv)(1967-1982), og var leder aF UNESCOs internationale talerstol for komponister (1981-1983). Han komponerede i alle genre indenfor klassisk musik fra romantisk over seriel, til elektronisk musik.

## Udvalgte værker
- Symfoni nr. 1 (1961) - for orkester
- Symfoni nr. 2 (1977) - for orkester
- Symfoni nr. 3 (1984) - for orkester
- Symfoni nr. 4 (1988) - for orkester
- Koncert (1968) - for harmonika og orkester
- Harpekoncert (1971) - for harpe og kammerorkester